# Szpital Najświętszej Marii Panny w Braniewie
Szpital Najświętszej Marii Panny (niem. St. Marien-Krankenhaus) – placówka lecznicza funkcjonująca w Braniewie w latach 1863–1945.

## Historia szpitala
Szpital Najświętszej Marii Panny został ufundowany przez proboszcza z Tolkowca Ambrosiusa Kampfsbacha (1792–1860). Zakupił on na Fromborskim Przedmieściu domek z posesją i następnie zapisał go w testamencie miastu – z przeznaczeniem na szpital. Budynek ten, z 1811 roku, po śmierci darczyńcy został zaadaptowany na wskazany cel. Wyposażony został przez biskupa Geritza. Zarządzany był następnie przez biskupów warmińskich z siedzibą we Fromborku. Od 1 sierpnia 1864 roku do 1 kwietnia 1889 roku pracowały w nim siostry boromeuszki z Trewiru. Szpital posiadał osobowość prawną. W zarządzie znajdował się archiprezbiter z kościoła św. Katarzyny w Braniewie, personel stanowiły 4 siostry katarzynki z domu generalnego w Braniewie, jeden wykształcony pielęgniarz i jedna pielęgniarka. W szpitalu znajdowało się 86 łóżek. W latach 1913–1914 szpital został rozbudowany, mieścił wówczas 120 łóżek szpitalnych.
W latach dwudziestych XX w. dzięki staraniom ks. Eugena Brachvogela w szpitalu została utworzona kaplica, w której odprawiano msze święte.
Już na początku II wojny światowej, we wrześniu 1939, w szpitalu na zarządzenie władz został utworzony lazaret, podobnie jak w pobliskim nowym gmachu seminarium oraz w konwikcie biskupim. Szpital funkcjonował do 1945 roku. W styczniu 1945 udało się ewakuować ze szpitala część pacjentów i sióstr katarzynek do szpitala św. Gertrudy w Berlinie. Budynek Marienkrankenhaus został zbombardowany już podczas pierwszego dnia nalotów na Braniewo przez lotnictwo Armii Czerwonej w dniu 5 lutego 1945 roku. Po wojnie pozostałości szpitala zostały rozebrane. Współcześnie nie ma po nim żadnego śladu, na jego miejscu znajdują się bloki mieszkalne położone przy ul. Matejki.